# Asadurilla

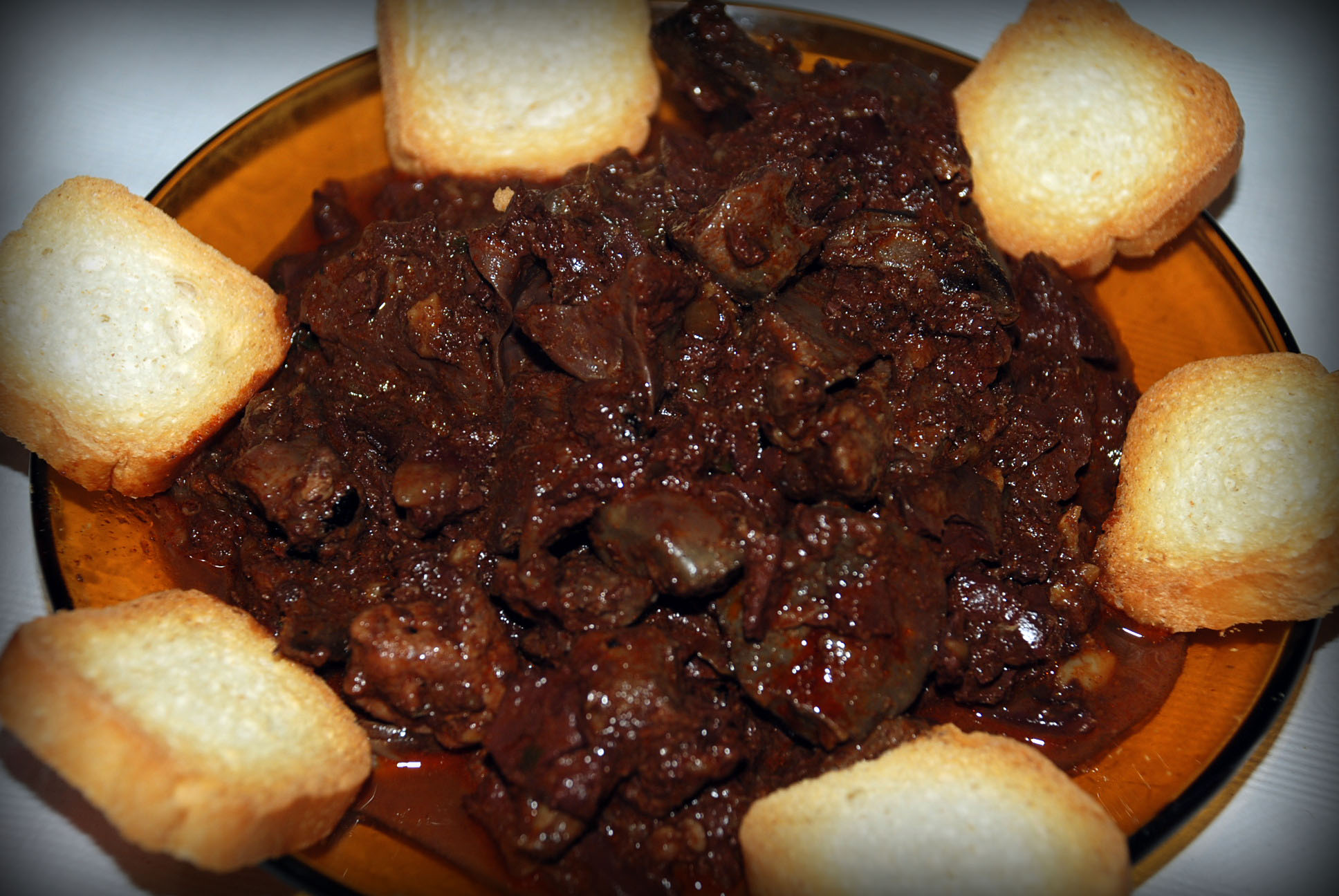
Asadurilla o chanfaina.

La asadurilla es un plato típico de la cocina castellana realizado con vísceras de cordero. Habitualmente pulmón, corazón e hígado.
Los distintos órganos se cortan en trozos pequeños y se rehogan en una sartén, normalmente acompañados de cebolla, ajo y pimiento verde. Tradicionalmente se sirve picante, añadiendo para ello guindilla o pimentón. Las vísceras son blandas a excepción del corazón, que es un poco más duro debido a que es tejido muscular.